# Вандалковский, Евгений Владиславович
Евгений Владиславович Вандалковский (4 ноября 1946, Витебск — 23 августа 2023) — режиссёр театрализованных представлений, массовых зрелищ и шоу-программ.
Лауреат Государственной премии СССР, заведующий кафедрой режиссуры Московского Института современного искусства, профессор.

## Биография
Родился 4 ноября 1946 года в Витебске. Отец — Владислав Сигизмундович Вандалковский, участник Великой Отечественной войны. Мать — Фаина Семёновна Вандалковская.
В 1973 году окончил Московский государственный институт культуры. Получил специальность «режиссёр».
В 1975 году стал работать преподавателем в Московском государственном университете культуры.
В 1992 году перешёл на работу заведующим кафедрой режиссуры в Московский институт современного искусства (позднее — профессор). Занимался научной работой, проводил мастер-классы по режиссуре в России, Дюссельдорфе и Амстердаме.
Работал в сотрудничестве с композитором Евгением Бедненко и группой «Хорус» (проекты «Поющие официанты» — Новогодние программы для Правительства Москвы и России в Кремле (1995), «Поющие судьи» — 50 лет Федерации хоккея в Кремле, 50 лет Победы на Красной площади и другие).
Автор статей по проблемам современной режиссуры, сценариев и постановочных планов.
Жил и работал в Москве. Увлекался туризмом, карате и баскетболом.
Умер 23 августа 2023 года в возрасте 76 лет.

### Семья
- Супруга — Марина Сергеевна Жуковская.
- Дети — Александра (род. 19 марта 1972) и Сергей (род. 6 сентября 1993).

## Постановки
Поставил более 120 спектаклей, концертов и шоу-программ в России и за рубежом:
- «О, спорт, ты — мир» (встреча Олимпийского огня, Тула, 1980)
- «Русская бальная ночь в Кёльне» (1990)
- «Волга! Колыбель моя» (яхт-балет, Саратов, 1990)
- дни Москвы на выставке «Экспо-98» в Лиссабоне
- Празднование 840-летия Москвы[4]
- «Русская тройка» — Большое российское варьете (Москва, 1992)
- «Мисс Россия-93»
- Новогодние программы для Правительства Москвы и России в Кремле (1994 и 1995)
- «В шесть часов вечера после войны» (спектакль на Красной Площади, 1995)
- Первая встреча Нового года на Красной площади, Москва (2002, 2004)
- Встреча Олимпийского огня в Москве (апрель 2004)
- Спартакиады Газпрома (2007, 2008)
- Российско-французский студенческий форум «Москва-Париж» в Париже (2010)

## Прочая деятельность
- Заместитель председателя правления «Академии праздничной культуры» (с июля 2014);
- Межотраслевая научно-практическая конференция «Город в истории — история в городе» (2012, Заречный);
- Председатель жюри Второго Отраслевого конкурса профессионального мастерства специалистов по организации культурно-досуговой деятельности (ноябрь 2012, Заречный).

## Премии
- Заслуженный деятель искусств РСФСР[5][6]
- Государственная премия СССР — за постановку спектакля на стадионе «Динамо» в Москве в дни XII Международного фестиваля молодёжи и студентов в 1985 году.
- Премия Мэрии Москвы — за постановку церемонии закрытия празднования 850-летия основания Москвы в Лужниках в 1998 году.